# 钦博拉索 (巴巴多斯)
13°12′N 59°33′W / 13.200°N 59.550°W
钦博拉索（英語：Chimborazo）是加勒比海岛国巴巴多斯的一座村庄，行政上由圣约瑟夫区管辖。钦博拉索上的钦博拉索山是巴巴多斯的最高点之一。